# Chrystus i cudzołożnica

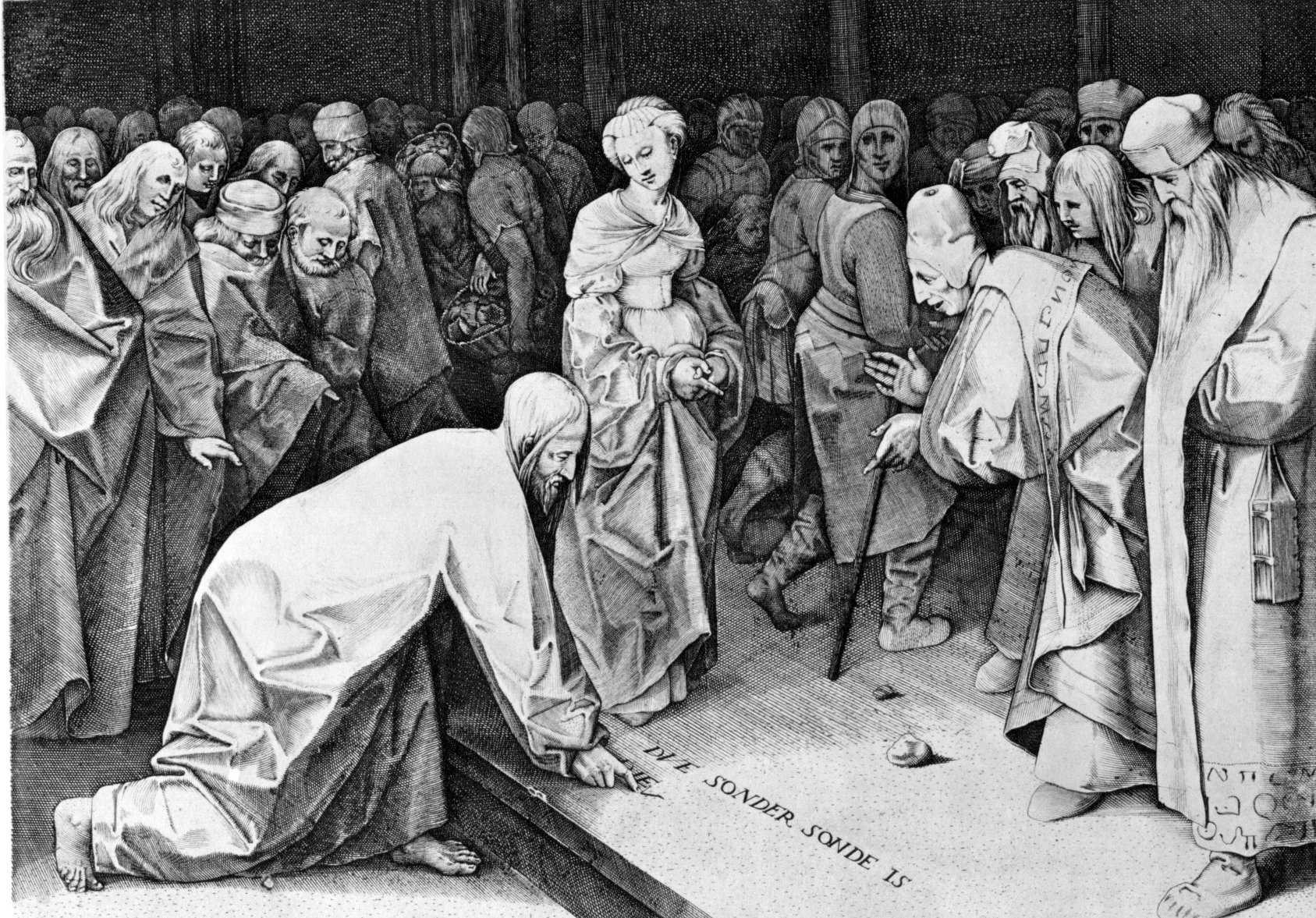
Grafika Bruegla z 1579

Chrystus i cudzołożnica (niderl. Christus en de overspelige vrouw) – grisaille autorstwa Pietera Bruegla (starszego), namalowany w 1565 roku. Jeden z dwóch obrazów Bruegla (obok Śmierci Marii Panny), wykonanych techniką grisaille; oba o tematyce religijnej.

## Geneza tematu
Chrystus i cudzołożnica jest ilustracją motywu zaczerpniętego z Ewangelii Jana (J 7:53-8:11), dotyczącego cudzołożnicy i osądzających ją faryzeuszy, pericope adulterae. 

Na to Jezus pochyliwszy się rysował palcem po ziemi. Gdy nie przestawali Go pytać, wyprostował się i rzekł im: «Kto z was jest bez grzechu, niech pierwszy rzuci w nią kamieniem». I znowu pochyliwszy się, rysował po ziemi.(J 8,8-11)

Faryzeusze przyłapawszy kobietę na cudzołóstwie, przyprowadzili ją do Jezusa Chrystusa, by ten osądził ją według prawa. W rzeczywistości była to prowokacja ze strony kapłanów: jeśliby uznał kobietę winną (zgodnie z Prawem Mojżeszowym), sprzeciwiłby się prawu rzymskiemu, które zabraniało Żydom wydawania wyroków śmierci, jeśli by ją ułaskawił – sprzeciwiłby się prawu Mojżeszowemu. Jezus zamiast wydawać wyroki, wypowiedział słowa: „Kto z was jest bez grzechu, niech pierwszy rzuci w nią kamieniem”.

## Opis obrazu
Bruegel przedstawił Jezusa pochylonego przed kobietą i faryzeuszem, piszącego palcem po ziemi. Napis w języku niderlandzkim odnosił się do wygłoszonej sentencji. Stojąca kobieta została wyidealizowana, a monumentalne postacie faryzeuszy przypominają włoskie posągi. Układ kompozycyjny jest typowy dla niderlandzkiej sztuki, jednakże postacie są włoskie, przez co obraz jest najbardziej „włoskim” obrazem Bruegla.

## Historia obrazu
Obraz nie został sprzedany za życia Bruegla i po śmierci malarza odziedziczył go jego syn Jan Brueghel (młodszy). Na przestrzeni lat powstało kilka kopii tego obrazu, które wykonywali synowie Piotra, m.in. jedna grafika, sporządzona dla kardynała Fryderyka Boromeusza, znajduje się obecnie w Bergamo, a olej z 1600 roku Pietera Bruegla młodszego, przechowywany jest w Philadelphia Museum of Art.
Oryginał został sprzedany przez rodzinę dopiero w XVII wieku przez Jana Bruegla młodszego. W XVIII wieku znajdował się w Anglii, w 1834 roku został sprzedany przez dom aukcyjny Christie’s. Po raz kolejny pojawił się na aukcji w 1952 roku i został zakupiony przez hrabiego Antoine Seilerna. W 1978 roku jego kolekcja dzieł została przekazana Courtauld Gallery. 2 lutego 1982 roku obraz został skradziony, lecz ponieważ był bardzo znany i cenny, złodzieje nie mogli go sprzedać. Publicznie obraz pojawił się dopiero w 1992 roku, kiedy to został odzyskany przez brytyjską policję i zwrócony muzeum.